# Шарма, Наташа
Наташа Мохан Шарма (англ. Natasha Mohan Sharma, род. 29 мая 1987 года, Сахаранпур, Уттар-Прадеш, Индия) — индийская актриса
 телевидения.

## Биография
Училась на журналиста в «Miranda House» — колледже для женщин при Университете Дели.
Первым сериалом, в котором она снялась был «Shh…Phir Koi Hai». Но известность на телевидении ей принесла роль Сии, главной героини в «Не родись в этом жестоком мире» — телесериале, поднимающем тему женского неравноправия в индийском обществе. Потом сыграла роль эпизодические роли в популярных сериалах «Aahat» и «Я выросла здесь» / «Yahan Main Ghar Ghar Kheli».
Участвовала в телевизионном шоу «Comedy Circus Ke SuperStars» в качестве члена жюри. Вместе с Адитьей Редиджем участвовала в шоу «Laagi Tujhse Lagan» (эпизод от 8 августа 2010 года). Была одной из ведущих пятого сезона шоу «BIG Memsaab».

## Личная жизнь
Около двух лет она встречалась с актёром телевидения Манишем Наггдевом. 29 апреля 2012 года Наташа Шарма обручилась с Адитьей Редиджем, актёром телевидения и своим партнером по сериалу «Не родись в этом жестоком мире».

## Сериалы
| год       | Оригинальное название      | Название на русском            | Роль                  |
| --------- | -------------------------- | ------------------------------ | --------------------- |
| 2001-2004 | Ssshhhh … Phir Koi Hai     | -                              | -                     |
| 2009-2011 | Na Aana Is Des Laado       | Не родись в этом жестоком мире | Сия                   |
| 2009-2010 | Aahat                      | -                              | Рашми                 |
| 2011      | Yahan Main Ghar Ghar Kheli | Я выросла здесь                | привидение Васундхара |

## Награды
| Год  | Награда           | Категория                 | Сериал                         |
| ---- | ----------------- | ------------------------- | ------------------------------ |
| 2010 | New Talent Awards | Best On Screen Jodi Award | Не родись в этом жестоком мире |
| 2010 | Lions Club        | Best On Screen Jodi Award | Не родись в этом жестоком мире |

## Интересы
Любит заниматься шоппингом, покупать одежду и аксессуары.
Является членом неправительственной организации SURAKSHA (A Society for Integrated Voluntary Actions & Services), в рамках деятельности которой читает лекции для женщин (первую прочитала для уборщиц).